# Glennia pylotis
Glennia pylotis is een vlindersoort uit de familie van de Pieridae (witjes), onderfamilie Pierinae.
Glennia pylotis werd in 1819 beschreven door Godart.